# Keum Ji-Hyeon
Keum Ji-Hyeon (en coreano: 금지현; Ulsan, 17 de marzo de 2000) es una deportista surcoreana que compite en tiro, en la modalidad de rifle. Participó en los Juegos Olímpicos de París 2024, obteniendo una medalla de plata en la prueba de rifle 10 m mixto.

## Palmarés internacional
| Juegos Olímpicos | Juegos Olímpicos | Juegos Olímpicos | Juegos Olímpicos |
| Año              | Lugar            | Medalla          | Prueba           |
| ---------------- | ---------------- | ---------------- | ---------------- |
| 2024             | París (Francia)  | Medalla de plata | Rifle 10 m mixto |